# 我和我的十七歲
《我和我的十七歲》（英語：Love @ Seventeen），（別名：愛17），是2016年東森電視自製戲劇系列第四部作品。由李國毅、謝欣穎、周曉涵、王家梁、鄭茵聲領銜主演。這也是李國毅和王家梁繼《22K夢想高飛》後二度合作，除外李國毅和周曉涵繼《料理高校生》後二度合作，李國毅和謝欣穎二度合作。2016年2月2日開鏡，6月15日殺青。台視於2016年4月9日晚上10點首播，7月23日播出最終回，全劇共15集。東森綜合台於4月10日晚上10點播出，接檔《我的30定律》。劇末播出幕後花絮《翻轉十七歲》。

## 播出時間
以下時間以當地時間（台灣時間）為準

### 首播
| 頻道                  | 所在地   | 播放日期       | 播放時間                   |
| --------------------- | -------- | -------------- | -------------------------- |
| 台視主頻              | 臺灣     | 2016年4月9日   | 每週六 22:00 - 23:30       |
| LINE TV               | 臺灣     | 2016年4月9日   | 每週六 23:30               |
| 東森綜合台            | 臺灣     | 2016年4月10日  | 每週日 22:00 - 23:30       |
| Astro雙星 Astro雙星HD | 马来西亚 | 2016年11月11日 | 每週一至週五 16:00 - 17:00 |

### 重播
| 頻道                  | 所在地   | 播放日期                      | 播放時間                              |
| --------------------- | -------- | ----------------------------- | ------------------------------------- |
| 台視主頻              | 臺灣     | 2016年4月17日                 | 每週日 01:15 - 02:45                  |
| 台視主頻              | 臺灣     | 2016年4月17日                 | 每週日 14:30 - 16:00                  |
| 東森綜合台            | 臺灣     | 2016年4月11日                 | 每週一 02:00 - 03:30                  |
| 東森綜合台            | 臺灣     | 2016年4月15日                 | 每週五 22:00 - 23:30                  |
| 東森綜合台            | 臺灣     | 2016年4月17日                 | 每週日 21:00 - 22:00                  |
| 東森綜合台            | 臺灣     | 2016年10月5日 （至10月25日）  | 每週一至週五 21:00 - 22:00            |
| 東森綜合台            | 臺灣     | 2016年10月6日 （至10月26日）  | 每週二至週五 01:00 - 02:00            |
| 東森綜合台            | 臺灣     | 2016年10月6日 （至10月26日）  | 每週二至週五 03:00 - 04:00            |
| 東森綜合台            | 臺灣     | 2016年10月6日 （至10月26日）  | 每週一至週五 07:00 - 08:00            |
| 東森綜合台            | 臺灣     | 2016年10月6日 （至10月26日）  | 每週一至週五 12:00 - 13:00            |
| 東森綜合台            | 臺灣     | 2016年10月6日 （至10月26日）  | 每週一至週五 18:00 - 19:00            |
| 東森超視              | 臺灣     | 2016年4月16日                 | 每週六 20:00 - 22:00                  |
| 東森戲劇台            | 臺灣     | 2016年10月22日                | 每週六至週日 17:00 - 18:00            |
| 東森戲劇台            | 臺灣     | 2016年10月23日                | 每週六至週日 09:00 - 10:00            |
| 東森戲劇台            | 臺灣     | 2016年10月23日 （至11月13日） | 每週六至週日 16:00 - 18:00            |
| 東森戲劇台            | 臺灣     | 2016年10月29日 （至11月19日） | 每週六至週日 08:00 - 10:00            |
| Astro雙星 Astro雙星HD | 马来西亚 | 2016年11月11日                | 每週一至週五 20:00 - 21:00            |
| Astro雙星 Astro雙星HD | 马来西亚 | 2016年11月12日                | 每週二至週六 02:00 - 03:00            |
| Astro雙星 Astro雙星HD | 马来西亚 | 2016年11月13日                | 每週日 01:30 - 06:00 （五集完整重播） |
| Astro雙星 Astro雙星HD | 马来西亚 | 2016年11月13日                | 每週日 17:00 - 21:00 （五集完整重播） |
| Astro雙星 Astro雙星HD | 马来西亚 | 2016年11月14日                | 每週一至週五 12:00 - 13:00            |

## 演員列表

### 主要演員
| 演員   | 角色   | 介紹 | 登場集數 |
| 李國毅 | 何皓一 | 17歲，高中籃球隊隊員。外向活潑而且喜歡運動，劉曉芬晚6分鐘出生的龍鳳胎弟弟。 | 全劇     |
| 李國毅 | 何皓一 | 30歲，美國Capital公司指派到捷司特生技擔任危機處理專家，喜歡艾麗絲。 | 全劇     |
| 謝欣穎 | 艾麗絲 | 17歲，樂觀、熱血且擅長照顧人的女孩，擁有「垃圾車」等級的包容心，田徑隊隊員，喜歡幫朋友消化負面情緒，因為幫宋翰明隱瞞是Peter的身分，而被白舒蕾問Peter是誰，但因為不告訴白舒蕾Peter就是宋翰明，所以跟白舒蕾吵架，後來露營的時候為了阻止陳起泰要把白舒蕾灌醉，而被誤會成喜歡陳起泰，也讓何皓一誤會喜歡陳起泰，後來為了幫宋翰明阻止陳起泰的欺負，卻變成陳起泰跟其他女同學霸凌的對象，因為受不了所以當時就轉學了，並沒有告訴白舒蕾跟劉曉芬。 | 全劇     |
| 謝欣穎 | 艾麗絲 | 30歲，一絲不苟、面無表情的機器，是捷司特生技的研發部組長，因為高中時期為了幫宋翰明不被陳起泰欺負，而卻變成陳起泰跟其他女同學霸凌的對象，之後不再相信任何人，喜歡何皓一。 | 全劇     |
| 王家梁 | 宋翰明 | 17歲，又胖又宅，臉上長滿痘痘又暴牙，總是被排擠，不會游泳而暗戀游泳隊長白舒蕾，因為被艾麗斯在圖書館發現是白舒蕾一直都想尋找的Peter，因為對自己沒自信，叫艾麗絲不要告訴白舒蕾自己就是Peter，這也讓艾麗絲跟白舒蕾吵架，對此感到很愧疚，後艾麗絲為了幫他阻止陳起泰的欺負，也變成陳起泰他們欺負的對象，所以決定以後要好好保護艾麗絲。 | 全劇     |
| 王家梁 | 宋翰明 | 30歲，是一個野心勃勃、侵略性強的人，是捷司特生技的業務部經理，對艾麗絲心有愧疚，而內心一直喜歡蕾蕾，因為高中時期艾麗絲為了幫他阻止陳起泰的欺負，也讓艾麗絲被陳起泰欺負，而現在決定要好好保護艾麗絲，時隔13年在游泳池遇到白舒蕾，而白舒蕾沒認出他就是高中時期的宋翰明，並告訴白舒蕾自己叫Peter，被白舒蕾追求，之後在公司會議上被失去記憶的愛麗絲叫出本名宋翰明，而被白舒蕾認出是高中時期的宋翰明，白舒蕾生氣自己沒承認就是宋翰明，心理其實想要報復白舒蕾對艾麗絲高中時期的排擠，在酒吧告訴白舒蕾我知道你這輩子都不會喜歡像我這樣子的人，白舒蕾卻回答他說你又知道了，之後白舒蕾卻跟他告白還親吻他，兩人確定交往，成為男女朋友，但因為跟白舒蕾在路上看到陳起泰跟艾麗絲道歉，感到很生氣衝動跑過去罵何皓一，覺得不應該讓艾麗絲在想起高中時期被霸凌的事情，但這些行為讓白舒蕾非常不開心，白舒蕾認為兩人現在是男女朋友，為何只關心艾麗絲，而告訴白舒蕾自己要讓她知道沒朋友跟被人拋棄的感受，也告訴白舒蕾自己就是高中時期貼心送他禮物的Peter，兩人短暫分手，後來再次和好，是白舒蕾的男朋友。 | 全劇     |
| 周曉涵 | 白舒蕾 | 17歲，學校的風雲人物「女王」，也是市議員的千金、游泳隊主將、獅子座，愛面子、好勝且不服輸。 | 全劇     |
| 周曉涵 | 白舒蕾 | 30歲，成為公司裡的女強人，是捷司特生技的行銷部經理，時隔13年在游泳池遇到宋翰明對他產生好感，但沒認不出他就是高中時期的宋翰明，並且展開追求，但因為公司會議上聽到失去記憶的艾麗絲叫宋翰明，而知道自稱Peter的就是高中時期的宋翰明，並感到很生氣，而說以後只是同事關係，但因為在健身房再次遇到宋翰明，而在相處過程中卻漸漸真心愛上宋翰明，並再次真心主動追求，在酒吧跟宋翰明一起喝酒，宋翰明告訴她我知道你這輩子都不會喜歡像我這樣子的人，她卻回應宋翰明說你又知道了，後主動親吻宋翰明，兩人確定交往，成為男女朋友，但因為跟宋翰明在路上看到陳起泰跟艾麗絲道歉，宋翰明感到很生氣衝動跑過去罵何皓一，覺得不應該讓艾麗絲在想起高中時期被霸凌的事情，但宋翰明這些行為讓她非常不開心，認為兩人現在是男女朋友，為何只關心艾麗絲，宋翰明告訴自己要讓她知道沒朋友跟被人拋棄的感受，而宋翰明告訴她自己就是高中時期貼心送他禮物的Peter，兩人短暫分手，後來再次和好，是宋翰明的女朋友。 | 全劇     |
| 鄭茵聲 | 劉曉芬 | 17歲，天真活潑、腦波極弱，最喜歡追星，是何皓一的龍鳳胎姐姐。 | 全劇     |
| 鄭茵聲 | 劉曉芬 | 30歲，成為知名網路部落客，喜歡皓一的助理：俊雄，認為他才是心目中的白馬王子。 | 全劇     |

### 其他演員
| 演員   | 角色             | 介紹 | 登場集數         |
| Wish   | 林俊雄           | 何皓一的好友，司機兼特助，對皓一的姐姐曉芬有愛意。 | 3,4,5-6,8-15     |
| 王自強 | 趙古意           | 捷司特國際股份有限公司（生化公司）研發部經理。在第5集寬待艾麗絲引起的研究室爆炸案而令白舒蕾、莎莎和捲毛非常生氣。第11集透露已有家眷，和兩個讀國三的兒子。 | 3-11,15          |
| 蔡昕言 | 莎莎             | 捷司特研發部的員工 | 3,5-11,15        |
| 楊佩潔 | 捲毛             | 捷司特研發部的員工 | 3,5-11,15        |
| 湯志偉 | 王柏鈞           | 捷司特國際股份有限公司的執行長，前大學生化系副教授。計謀強迫艾麗絲與她背叛公司，因無法得逞而找艾麗絲麻煩。                                                | 3-7,12-13,15     |
| 邊權   | 周吉米 （Jimmy） | 王柏鈞的助理，也是在艾麗絲家行凶的人。第12集跟王柏鈞把艾麗絲再次帶到她家，去找實驗筆記本，卻被何皓一和林俊雄阻止，而艾麗絲只找回高中時時空膠囊裡的東西。  | 3,6-7,9-10,12,15 |

### 客串演出
| 演員   | 角色       | 介紹 | 登場集數            |
| 朱陸豪 | 何爸爸     | 何皓一、劉曉芬的父親，在何皓一和劉曉芬十六歲後不久時過世。從小跟何皓一灌輸男人要“獨立、堅強、有主見”的宗旨，也要他學會游泳和潛水，好讓他能在水里面偷泣。                                                                                                   | 1-2（回憶裡）       |
| 張瓊姿 | 劉媽媽     | 何皓一、劉曉芬的母親。本人的妹妹也是異卵孿生龍鳳胎。 | 1-2                 |
| 余晉   | 陳起泰     | 泰哥，宋翰明的同班同學，學校老大，喜歡白舒蕾，熱烈追求了兩年卻屢遭拒絕，視宋翰明為情敵，後來也跟其他同學欺凌艾麗絲。30歲時被何皓一發現艾麗絲的秘密而打他一頓，及後，陳起泰跟艾麗絲道歉時被宋翰明和白舒蕾發現，爭吵間令艾麗絲恢復記憶，變回面無表情的機器。 | 1-3,8,11(回憶裡)-12 |
| 楊繡惠 | 艾媽媽     | 台南人，艾麗絲的母親。艾麗絲被搜到煙包時，到教務處跟張教官辯論。艾麗絲30歲後，兩母女一個月才見面一次，但因為鄰居受傷而沒有在第4集探望女兒。喜歡吃布丁。 | 1-2,6,14            |
| 王道南 | 白國棟     | 白舒蕾的父親，台北市議員，把事業看得比自己女兒還重要。最終回成為捷司特金主。 | 1,15                |
| 廖梨伶 | 葉老師     | 崇英高中二年九班女生班班老師和訓導主任，教風嚴厲、凶狠強悍，被稱“母夜叉”。 | 1-3                 |
| 晨洋   | 徐明德     | 崇英高中二年六班男生班班老師、國文老師和訓導主任。幫何皓一辦入學手續，和嚴待他的抽煙報案。 | 1                   |
| 李永康 | 張教官     | 崇英高中教官。 | 1-3                 |
|        | 醫生       | 艾麗絲的醫生。她30歲時有頭痛和胃痛問題。第5集跟她確診有腦瘤。最終回透露她的腦瘤移位，需要再次接受手術，但成功率很低。 | 3,5-6，15           |
|        | 漫畫店客人 | 在漫畫店看第七十二期《火影忍者》時被珍珠噎到。艾麗絲在何皓一和店員為他急救時，搶走漫畫書。 | 3、11（回憶裡）     |
| 紫君   | 雅莉       | 白舒蕾在捷司特國際股份有限公司的特助，白舒蕾不喜歡她穿平底鞋，但白舒蕾卻在實驗室外高跟脫落而拐傷雙腿。 | 4,7-9               |
| 蔡明晉 | 蔡明晉     | 義大犀牛投手，乃何皓一的愛隊。因為球隊在2013年（艾麗絲27歲時）成立，所以他們一起看棒球。 | 7                   |
| 林威廷 | 林威廷     | 義大犀牛內野手。 | 7                   |
|        | Mr.Hunter  | 何皓一在美國Capital公司的上司。 | 7(電話裡)           |
| 李又汝 | 店長       | 商店店長。 | 7-9                 |
|        | 船長       | “快樂公主”船長。 | 9                   |
| 林秀琴 | 陳姐       | 王董的妻子，被誤認跟宋翰明偷情。 | 9                   |
| 秦楊   | 王董       | 陳姐的丈夫，有黑道背景。 | 9                   |
|        | Tony       | 王董的助理，卻是陳姐的情夫。 | 9                   |
| 馬力歐 | 德哥       | 攝影師。 | 9                   |
| 羅顯珩 | 學生       | | 1-7                 |

## 電視劇歌曲
音樂提供：種子音樂
| 曲別   | 歌名                 | 演唱者                     | 作詞                                          | 作曲                                          |
| 片頭曲 | My Only Love         | 柯有倫、林明禎             | Ryan.B                                        | Ryan.B                                        |
| 片尾曲 | 以後以後             | 林芯儀                     | 張鵬鵬                                        | 吳姝霆                                        |
| 插曲   | 愛情掉在哪裡         | 井柏然                     | 余琛懋                                        | 紀佳松                                        |
| 插曲   | 夢的顏色             | 井柏然                     | 井柏然                                        | 王陞                                          |
| 插曲   | 現在，你在哪裡       | 品冠                       | 品冠                                          | 品冠                                          |
| 插曲   | Mid-Session Interval | Dark Captain Light Captain | Daniel Carney, Neil Kleiner, Giles Littleford | Daniel Carney, Neil Kleiner, Giles Littleford |
| 插曲   | 第一支舞             | 周秉鈞、楊海薇             | 葉佳修                                        | 葉佳修                                        |

## 收視率

### 台視週六首播收視率
| 播出日期                                                          | 集數       | 標題                         | 平均收視 | 同時段排名 | 備註                   |
| ----------------------------------------------------------------- | ---------- | ---------------------------- | -------- | ---------- | ---------------------- |
| 2016年4月9日                                                      | 1          | 奔跑吧！十七歲               | 0.74     | 4          | 每週六 晚上10點 首播   |
| 2016年4月16日                                                     | 2          | 義氣，是滋潤青春的氧氣       | 1.08     | 4          |                        |
| 2016年4月23日                                                     | 3          | 腦中的地圖，不等於世界的模樣 | 0.78     | 4          |                        |
| 2016年4月30日                                                     | 4          | 誰都沒有時光機               | 1.08     | 3          | 同時段民視收視率 0.95  |
| 2016年5月7日                                                      | 5          | 百分之五十                   | 1.03     | 4          |                        |
| 2016年5月14日                                                     | 6          | 最熟悉的陌生人               | 0.91     | 4          |                        |
| 2016年5月21日                                                     | 7          | 十三年的距離                 | 0.84     | 4          |                        |
| 2016年5月28日                                                     | 8          | 傷人的「別人」               | 0.84     | 4          |                        |
| 2016年6月4日                                                      | 9          | 只能是最好的朋友嗎？         | 0.74     | 4          |                        |
| 2016年6月11日                                                     | 10         | 回到最初的地方               | 0.99     | 4          |                        |
| 2016年6月18日                                                     | 11         | 一半十七，一半三十           | 0.68     | 4          |                        |
| 2016年6月25日，台視因播出特別節目「第27屆金曲獎」，暫停播出一次。 |            |                              |          |            |                        |
| 2016年7月2日                                                      | 12         | 夢醒了，回到原點             | 0.69     | 4          |                        |
| 2016年7月9日                                                      | 13         | 相信你，但怕失去你           | 0.85     | 4          |                        |
| 2016年7月16日                                                     | 14         | 無法相信的是自己             | 0.94     | 3          | 同時段民視收視率 0.93  |
| 2016年7月23日                                                     | 15         | 十三年，我不想再錯過         | 0.91     | 4          | 最終回，延長播出15分鐘 |
| 平均收視率                                                        | 平均收視率 | 平均收視率                   | 0.87     |            |                        |

## 取景
- 臺灣
  - 201 Cafe Restaurant - 預告中皓一、艾麗絲回想的咖啡廳（西門店）
  - Cafepro - 皓一、艾麗絲在公司重逢的地方（敦化店）
  - 台科大 - 第一集蕾蕾比賽泳池
  - 啟英高中
  - 龍華科技大學 - 籃球場
  - 永春高中 - 校門與片頭校園場景
  - 台北市興安街 - 何皓一躲避警察的樓梯
  - 西門町豪華戲院 - 彩繪壁
  - 大佳河濱公園 - 艾麗絲奔跑
  - 台北糖村 - 何皓一誤認艾麗絲的禮品店
  - 永春高中公車站牌 - 校園外何皓一追艾麗絲上公車場景
  - 古亭e書漫 - 漫畫店
  - 西門町芒菓冰 - 三十歲的冰店
  - 辛發亭 - 十七歲的冰店
  - 菁桐石底大斜坑 - 祕密基地
  - 碧山露營場(天秤座露營地) - 公民訓練露營
  - 艾微芙國際生殖醫學中心 - 捷司特公司部份內景、停車場
  - 健身工廠
  - 大地酒店 - 蕾蕾翰民重遇泳池
  - 東元綜合醫院
  - 東森山林渡假酒店
  - 龐德羅莎內湖店 - 蕾絲拼酒後皓一扛絲回家路上
  - 桃園復興巴陵橋 - 皓絲高空彈跳
  - Gina's122 Cafe - 長春路，皓一曉芬逮到蕾蕾的咖啡店
  - 麥帥二橋 - 練直線七秒
  - Potato Guru 咕嚕薯薯基隆路店 - 皓一艾麗絲吃飯的美式餐廳，艾麗絲打翻水跑出店
  - 板橋大遠百 - 捷斯特周年慶皓一告白
  - 劍南山 - 皓絲看夜景
  - 敦北八德地下道 - 艾麗絲遇到流浪漢處（此地下道2016年10月後已封閉）
  - LOFT17森活休閒園區 - 艾麗絲失憶後皓一俊雄與執行長相約談判處
  - 淡水老街 - 艾麗絲想起十七歲喜歡的人
  - 西門町中華路開封街口天橋 - 艾麗絲告訴皓一喜歡的人是你，皓一拿布丁給艾麗絲
  - 基隆外木山海灘 - 玩轉轉轉
  - 台北市政府府前公園 - 重逢喝酒夜、兩人回憶17歲、見陳起泰
  - 台北市羅斯福路和平東路口 - 皓一拿回實驗紀錄本出來找尋艾麗絲
  - 7-11台大店 - 皓絲吃泡麵
  - 路易莎咖啡 Louisa coffee 信義永春店 - 艾麗絲告知喊民離開的真相
  - 信義區中強公園 - 15集艾麗絲早晨出來散步
  - 大直美麗華 - 皓一說再見
  - 台北市信義區新光三越 - 結局

## 製作團隊
- 導演：
  - 周曉鵬（第1-2集）
  - 周曉鵬、林清振（第3集）
  - 林清振（第4-11集）
  - 林清振、（第12集）
  - 中中、黃天仁（第13集至第15集）
- 出品人：范瑞穎、張憶芬
- 總監製：賴秀貞
- 監製：賀淑婷、黃姿潔
- 製作人：黃萬伯
- 編審：邱詩怡
- 統籌：張志偉
- 企劃：盧怡君
- 編劇：
  - 禹元元、蔡芳紜、孫詩帆（第1-9集）
  - 禹元元、蔡芳紜、孫詩帆、杜欣怡、王玉琪（第10集）
  - 杜欣怡、王玉琪、鄭雅嵐（第11集至第15集）
- 製作公司：伯特利影像製作有限公司
- 劇照：丁雨薇
- 現場執行：孫文彬
- 演員管理：鄭子霏
- 副導演：周麗汶、潘淑娟、項立言
- 場記：黃怡霖
- 攝影：陳振德
- 攝大助：陳宇軒
- 大米攝助：王晟合、彭政傑
- 燈光：鄧紀璿
- 燈光助理：吳毅宏、陳彥銘
- 收音師：楊宇伶
- Simon 桑：愛更愛
- 美術指導：許應宏
- 執行美術：劉正飛
- 道具：楊海力、田興華、曾華培
- 助導：陳惟元
- 造型指導：陳湘閔
- 服裝師：林怡靚
- 服裝助理：程意壬
- 化妝師：陳琬婷、張智玲
- 髮型師：陳昌頎
- 梳化助理：徐靖婷
- 場務：孫鵬智、林金泉
- 後製：鍾函蓉
- 剪接師：翁韻如
- 剪接助理：林芷安
- 動畫師：涂紹晨 / 我在影像製作公司
- 音樂指導：吳柏醇
- 後製配樂：簡淑歡
- 配樂編曲：吳嘉祥、林國凱
- 後製配樂助理：李明翰
- 後製錄音：Kaokao Makalongh錄音工房
- 音效：邵甜心
- 調光師：童丞薇
- 花絮編導：張立立
- 整合行銷：羅佩宜、張婷儀、宋承翰
- 公關宣傳：張翔茹、張家苓
- 網路行銷：LINE TV / 江宇佑、謝宇郡
- 版權行銷：方華心、謝宇郡
- 戲劇包裝：102樓夢媒體影音工作室
- 海報設計：王心語
- 海報攝影：楊凱恩
- 置入單位：Samsung
  - 台視：匯紘國際阿薩姆奶茶
  - 東森：思薇爾Swear
- 置入行銷：Dr.Douxi、Nike、H&M、NET、Adidas、Starbucks、New Balance
- 漫畫家：Simon （第12集：“我在幸福”）
- 漫畫家：寫一波 （第5集：“Just For You”）

## 外部連結
- 官方网站－東森
- 官方网站－台視
- 我和我的十七歲的Facebook專頁
- 我和我的十七歲LINE TV頻道 （页面存档备份，存于）

| 臺灣 台視主頻 周六優質戲劇                  | 臺灣 台視主頻 周六優質戲劇                                                     | 臺灣 台視主頻 周六優質戲劇 |
| ------------------------------------------- | ------------------------------------------------------------------------------ | -------------------------- |
|                                             | 我和我的十七歲 （2016年4月9日－2016年7月23日）                                 |                            |
| 我的30定律 （2015年12月12日－2016年4月2日） | 必勝練習生 （2016年7月30日－2016年11月12日） 必勝練習生特輯 （2016年11月19日） |                            |

| 臺灣 東森綜合台 每週日 22:00 - 23:30        | 臺灣 東森綜合台 每週日 22:00 - 23:30                                           | 臺灣 東森綜合台 每週日 22:00 - 23:30 |
| ------------------------------------------- | ------------------------------------------------------------------------------ | ------------------------------------ |
|                                             | 我和我的十七歲 （2016年4月10日－2016年7月24日）                                |                                      |
| 我的30定律 （2015年12月13日－2016年4月3日） | 必勝練習生 （2016年7月31日－2016年11月13日） 必勝練習生特輯 （2016年11月20日） |                                      |

| 马来西亚 Astro雙星、Astro雙星HD 每週一至週五 16:00 - 17:00 | 马来西亚 Astro雙星、Astro雙星HD 每週一至週五 16:00 - 17:00 | 马来西亚 Astro雙星、Astro雙星HD 每週一至週五 16:00 - 17:00 |
| ---------------------------------------------------------- | ---------------------------------------------------------- | ---------------------------------------------------------- |
|                                                            | 我和我的十七歲 （2016年11月11日－2016年12月15日）          |                                                            |
| 原來1家人 （2016年9月16日－2016年11月10日）                | 狼王子 （2016年12月16日－2017年）                          |                                                            |

| 马来西亚 Astro喜悦HD 每週一至週五 11:00 - 12:00 | 马来西亚 Astro喜悦HD 每週一至週五 11:00 - 12:00 | 马来西亚 Astro喜悦HD 每週一至週五 11:00 - 12:00 |
| ----------------------------------------------- | ----------------------------------------------- | ----------------------------------------------- |
|                                                 | 我和我的十七歲 （2019年4月2日－2019年5月6日）   |                                                 |
| —                                               | 狼王子 （2019年5月7日－2019年）                 |                                                 |